# Bulbophyllum rhynchoglossum
Bulbophyllum rhynchoglossum là một loài phong lan thuộc chi Bulbophyllum.